# Разъезд 496
Разъезд 496 (каз. рзд.496) — упразднённый разъезд в Атырауской области Казахстана. Находился в подчинении городской администрации Атырау. Входил в состав Геологского сельского округа. Упразднен в 2019 г. Код КАТО — 231039500.

## Население
В 1999 году население разъезда составляло 88 человек (45 мужчин и 43 женщины). По данным переписи 2009 года, в разъезде проживали 92 человека (54 мужчины и 38 женщин).